# Агафокл
Агафокл (дав.-гр. Ἀγαθοκλῆς, έου ὁ) (361 до н. е. або 360 до н. е. — 289 до н. е.) — тиран міста Сиракузи на острові Сицилії з 316 року до н. е. З 304 року до н. е. — басилевс (прийняв титул «царя сицилійців»).
Син гончара, здібний воєначальник. Спираючись на найманців та розорених громадян, яким він пообіцяв перерозподіл майна та списання боргів, Агафокл скинув олігархію в Сиракузах. Створив на острові Сицилія міцну державу, яка загрожувала Карфагенові — Агафокл з перемінним успіхом воював з пунійцями за панування в Сицилії, вів бойові дії в тому числі й на території африканських володінь Карфагену.
У 299 до н. е. завоював острів Керкіру (Корфу). Втім, за чотири роки віддав його як посаг своєї доньки Ланасси, яку видав за епірського царя Пірра.
Помер під час підготовки нової війни проти Карфагену, в якій велика увага приділялась здобуттю переваги на морі (чого так не вистачало сиракузькому тирану під час першого конфлікту). 
Після смерті Агафокла його держава розпалась. 
Правління Агафокла було часом політичної могутності та культурного розквіту Сиракуз. Водночас, тиран вирізнявся безжальністю до справжніх та уявних ворогів. Неодноразово здійснював у Сиракузах масові репресії проти опозиції його правлінню. Зокрема, після вбивства свого сина Архагата солдатами, яких Агафокл покинув напризволяще у Африці, тиран знищив їх родичів — батьків, дідів, прадідів, синів (включно з немовлятами), дружин. Вирушаючи в африканську експедицію, тиран запропонував усім, хто боїться цього походу, покинути кораблі, коли ж значна кількість людей вчинила так, Агафокл одразу розпорядився стратити їх. У 311 р. до н.е. знищив 4 тисячі мешканців міста Гела, котрих запідозрив у бажанні перейти на сторону карфагенян. В 307 р. до н.е. винищив більшість дорослих мешканців західносицилійського міста Сегеста, котрі були невдоволені конфіскацією у них більшої частини майна, а дівчат та дітей продав у рабство. При цьому заможні громадяни (як чоловіки так і жінки) були піддані нелюдським тортурам. В 304 р. до н.е. прийнявши капітуляцію міста Леонтіни, наказав перебити 10 тисяч чоловіків. Після битви при Торгіумі надав 7 тисячам сиракузьких вигнанців клятви в безпеці, але винищив їх після капітуляції (відомо, що Агафокл якось сказав своїм соратникам про порушення клятв, що за це не варто турбуватись бо "ми виблюємо їх за обідом").